# یواس‌ان‌اس سزار چاوز (تی-ای‌کی‌ای-۱۴)
یواس‌ان‌اس سزار چاوز (تی-ای‌کی‌ای-۱۴) (به انگلیسی: USNS Cesar Chavez (T-AKE-14)) یک کشتی است که طول آن ۶۸۹ فوت (۲۱۰ متر) می‌باشد. این کشتی در سال ۲۰۱۲ ساخته شد.